# Gilzum
Gilzum ist ein Ortsteil von Evessen im Landkreis Wolfenbüttel in Niedersachsen. Zu Evessen gehören die Ortsteile Gilzum und Hachum. Evessen ist Mitgliedsgemeinde der Samtgemeinde Sickte.

## Name
Der Ortsname durchlebte Wandel Gillessem (1152), Geldesse (1179), Gellesheim (1195), Gellessem (1240), Gilsum (1337) und Gillsem (1344).

## Geschichte

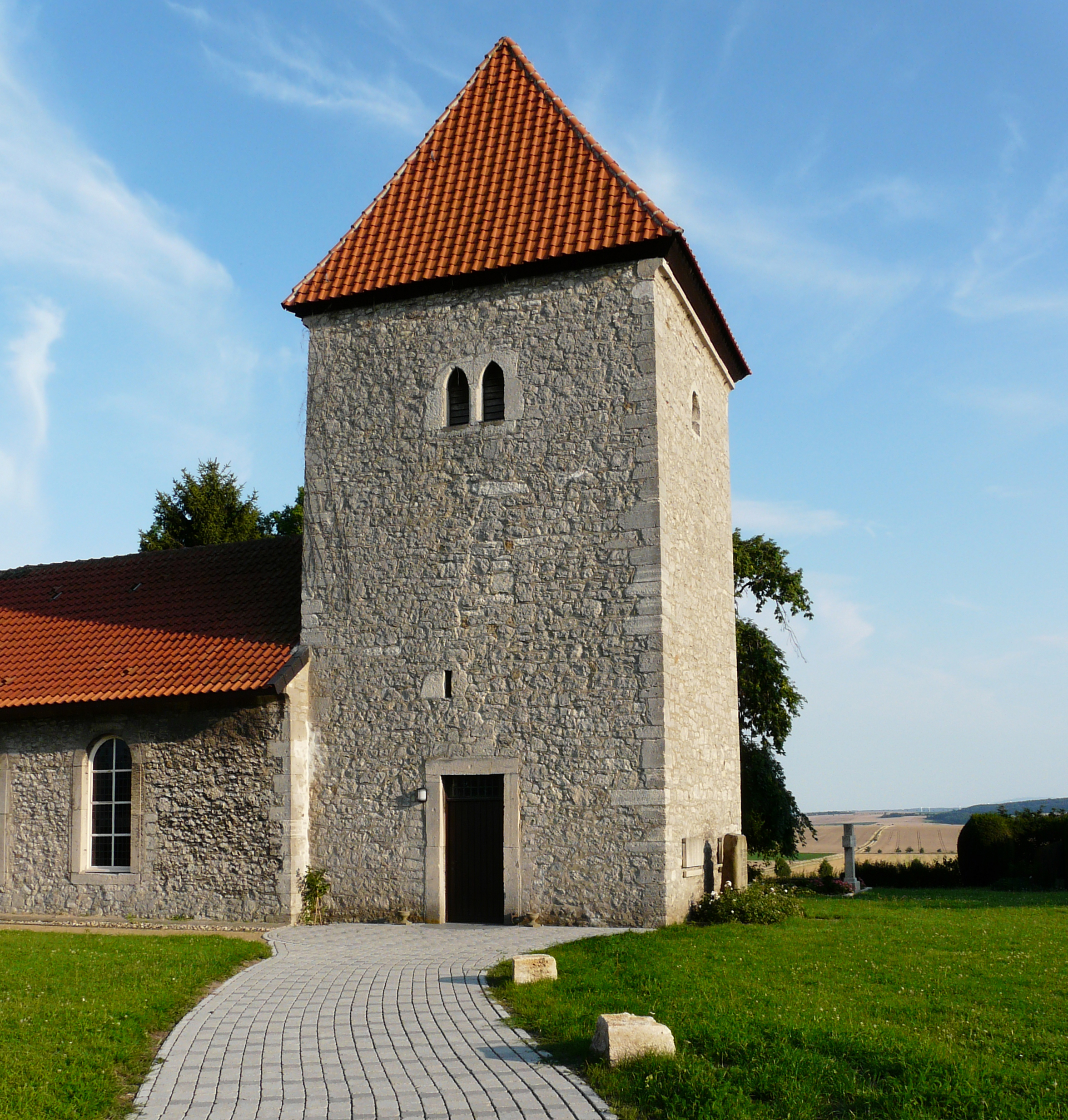
Kirche Gilzum

Die Kirche im Ort, die Georgius-Kirche, wurde um 1365 aus Elmkalkstein erbaut und steht nicht im Ortskern, sondern frei am südöstlichen Ortsrand; das ist eine Besonderheit in dieser Region.
Der Ort gehörte bis ins 17. Jahrhundert den Bischöfen von Halberstadt und war ab vom 14. bis zum Ende des 17. Jahrhunderts an die von Ampleben, an die von Sambleben sowie an die von Gramm belehnt.
Ackerland und Grundbesitz des Ortes wechselten oft den Besitzer, dazu zählte das Kloster Bokel bei Gifhorn, Kloster Riddagshausen und Destedt, Lorenzstift vor Schöningen, ferner das Cyriakusstift, die Martinikirche zu Braunschweig.
Im 15. Jahrhundert wohnten in der Ortschaft 12 Männer, 14 im Jahr 1549 und 17 im Jahr 1550. Nur Männer zu zählen war seinerzeit üblich. Im Jahr 1635 lebten in Gilzum 49 Erwachsene und 1774 bereits 152. 1802 zählte man in Gilzum zwei Ackerhöfe, zwei Halbspännerhöfe, neun Kothöfe, eine Brinksitzerstelle und 18 Feuerstellen und 191 Einwohner.
1895 wurde ein neues Schulgebäude errichtet. 1950 wurde es zu klein und der Unterricht wurde nach Hachum verlegt. Im alten Schulgebäude von Gilzum befindet sich heute das Dorfgemeinschaftshaus. Am 1. März 1974 wurden Gilzum und Hachum nach Evessen eingemeindet. Der Ort ist bäuerlich strukturiert und liegt auf einem Ausläufer des Elms auf schweren Böden. Im Ort betrieben im Jahr 2008 nur noch zwei Bauern Landwirtschaft.

## Lage
Gilzum wird in der Region zu den drei „Bergdörfern“ mit Hachum und Evessen gezählt. Der Ort weist reizvolle Randlagen auf, die einen Weitblick über die Asse, zum Elm und Harz mit dem hochragenden Brocken, zu den Salzgitterbergen sowie zu den Städten Wolfenbüttel und Braunschweig ermöglichen.

## Kommunale Einrichtungen
- Dorfgemeinschaftshaus mit Spielplatz
- Feuerwehrhaus

## Vereine
- Kulturverein Ackerwinde Gilzum